# Ceratosporella compacta
Ceratosporella compacta är en svampart som beskrevs av R.F. Castañeda, Guarro & Cano 1996. Ceratosporella compacta ingår i släktet Ceratosporella, divisionen sporsäcksvampar och riket svampar.   Inga underarter finns listade i Catalogue of Life.